# Noicattaro
Noicattaro és un municipi italià, situat a la regió de la Pulla i a la Ciutat metropolitana de Bari. El 2022 tenia una població estimada de 25.977 habitants.